# Carillon Kaunas

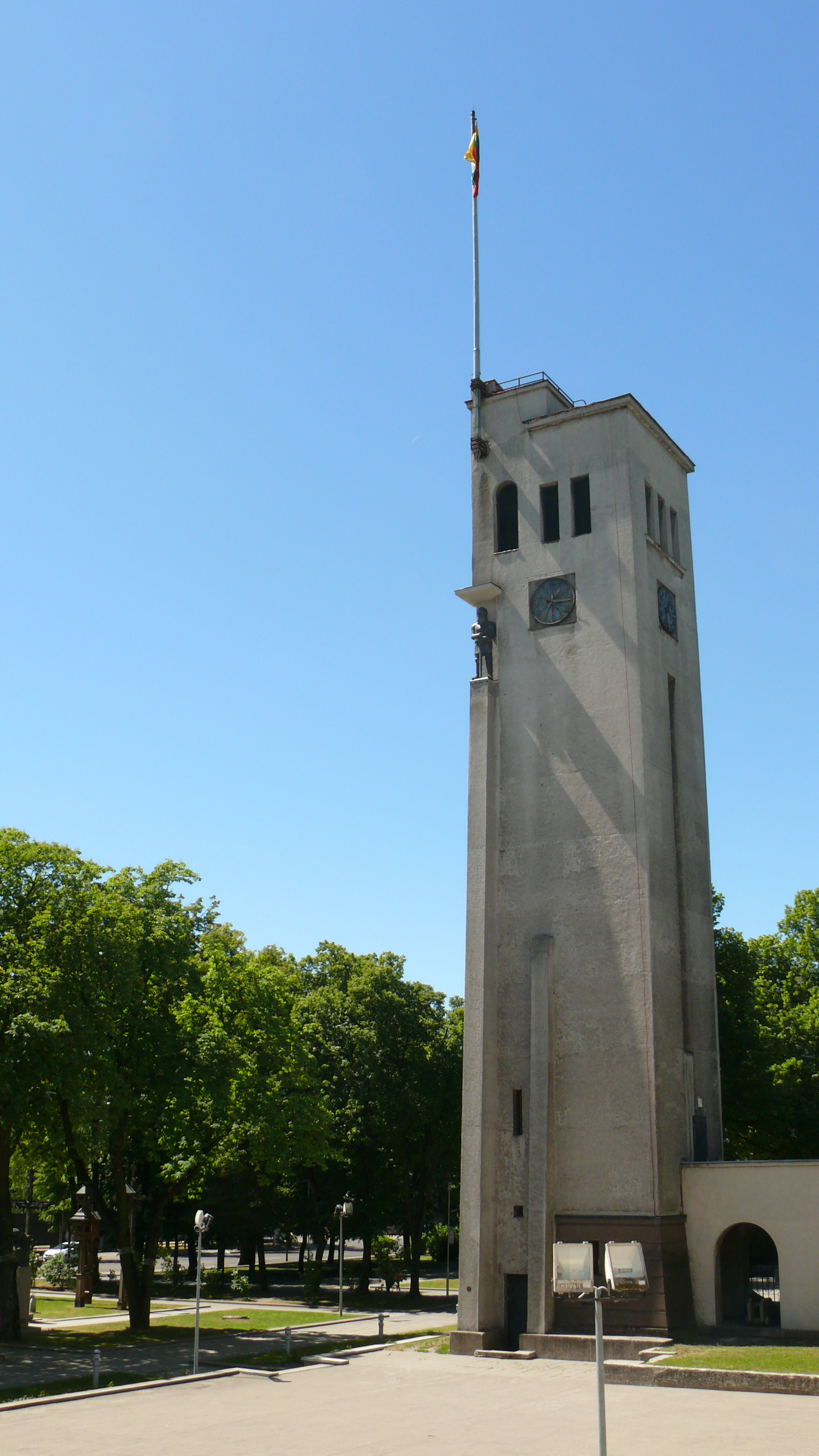
Der Glockenturm des Vytautas-Didysis-Kriegsmuseums.

Das Carillon Kaunas befindet sich im Turm des Vytautas-Magnus-Militärmuseums in Kaunas, Litauen. Der 32 Meter hohe Turm verfügt über eine Aussichtsplattform. Das Carillon besteht aus 49 Glocken mit einem Gesamtgewicht von 4334 kg. Die größte Glocke wiegt 751 kg und wurde vom litauischen Präsidenten Valdas Adamkus und seiner Frau Alma Adamkienė gestiftet.

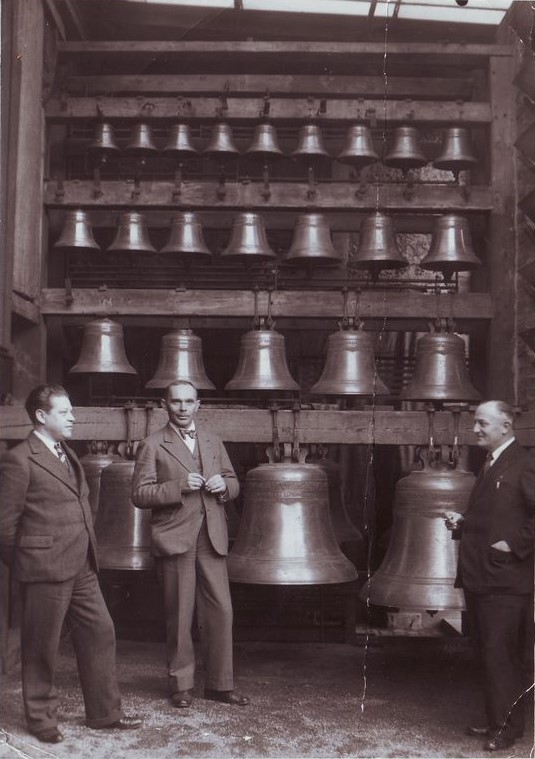
Juozas Tallat-Kelpša in Brüssel, wo er 1935 Glocken für das Carillon von Kaunas auswählte.

## Geschichte
Das Glockenspiel wurde 1935 in der Glockengießerei von Marcel Michiels Jr. in Tournai, Belgien, gegossen und 1937 auf Initiative von Vladas Nagevičius und Komponisten Juozas Tallet-Kelpša im Turm des Vytautas-Magnus-Militärmuseums installiert. Ursprünglich bestand es aus 35 Glocken, die jeweils symbolische Namen trugen, wie beispielsweise „Vilnius“ für die Hauptstadt Litauens. 
Während der sowjetischen Besatzung Litauens wurde das Spielen des Glockenspiels 1940 eingestellt und erst 1956 von den Komponisten Viktoras Kuprevičius und seinem Sohn Giedrius Antanas Kuprevičius wieder aufgenommen. In den Jahren 2005–2006 wurde das Instrument von der niederländischen Glockengießerei Royal Eijsbouts restauriert und auf 49 Glocken erweitert. 
Seit 2017 findet jährlich im September das International Kaunas Carillon Music Festival statt, bei dem Carillonneure aus verschiedenen Ländern auftreten. Zudem werden von Mai bis September jeden Sonntag um 16 Uhr Konzerte für die Öffentlichkeit angeboten. 
Am 24. Februar 2024 spielte das Carillon ukrainische Musik, um den zweiten Jahrestag des russischen Überfalls auf die Ukraine zu gedenken.

## Freiheitsglocke
Ein besonderes Merkmal des Turms ist die „Freiheitsglocke“ (Laisvės varpas), die 1919 in St. Louis in den USA gegossen wurde. Sie wurde 1920 von litauischen Amerikanern gestiftet und befindet sich seit 1922 im Turm des Vytautas-Didysis-Kriegsmuseums. Die Glocke trägt die Inschrift: “O skambink per amžius vaikams Lietuvos, kad laisvės nevertas kas negina jos” (Deutsch: “Läute durch die Jahrhunderte für die Kinder Litauens, denn der Freiheit nicht wert ist, wer sie nicht verteidigt”). Obwohl sie sich im selben Turm wie das Carillon befindet, ist sie nicht mit dessen Glockensystem verbunden.